# ゆりありく
ゆりありくは、パートナーにニホンザルを伴って行う猿まわし芸人。主に漫才やコント、タップダンスなどを披露する。
タイタン所属。反省ザルや日光さる軍団で知られる村﨑太郎・次郎を師匠とする太郎次郎一門の弟子の1人。
2009年のM-1グランプリに出場した。

## メンバー
- ゆりあ（1978年10月9日（46歳） - ）ツッコミ担当。
  - 本名は鈴木由梨亜（すずき ゆりあ）。
  - 埼玉県入間市出身。
  - 特技は耐久カラオケ。
  - 幼少期よりニホンザルが好きで、動物の専門学校に進学したところ太郎次郎一門に入門していた先輩がいたことで猿回しの世界を知り、講師の勧めで静岡県伊東市で研修を受けた[1]。
- くぅ（2016年6月17日（9歳）- ＜2代目りく＞）
  - 2019年5月18日の天才!志村どうぶつ園でお披露目された。[2]

### 過去のメンバー
- 初代りく（1999年6月7日 - 2019年4月5日満19歳没）ボケ担当。
  - ゆりあのパートナーであるニホンザル。
  - 本名は陸（読みは同じ）。
  - ツッコミも得意。
  - 長野県中川村生まれ。
  - 趣味は人間観察。
  - 2018年10月をもって、年齢により引退[3]。
  - 引退から半年後 2019年4月5日午前1時に、心不全のため19歳で永眠。

## 出演番組、出演作品

### TV
- どうぶつ奇想天外!（TBS）
- 新春ホワイトカーペット（フジテレビ） - キャッチコピーは「お猿がカーペット初登場」
- 爆笑レッドカーペット（フジテレビ） - キャッチコピーは「お猿がカーペット初登場」→「お猿がカーペット登場」→「女とオスの猿芝居」
- 爆笑トライアウト（NHK総合、2009年9月5日）
  - 会場審査は4位（449TP）、視聴者投票は5位（966票）。
- オンバト+（NHK総合） 戦績0勝1敗 最高345KB
- 関根&優香の笑うお正月2009・2010（テレビ朝日）
- 所さんの目がテン!（日本テレビ、2009年4月4日） - 戦国時代の科学
- 誰も知らない泣ける歌（日本テレビ） - お猿バンド「モンキー5」ボーカル
- サプライズ（日本テレビ、2009年6月12日） - 金曜日「評決クダル!」
- 世界一受けたい授業（日本テレビ）
- ザ・イロモネア（TBS、2009年7月30日） - 『ゴールドラッシュ』に出演、3回勝ち抜きイロモネア出場権獲得。
  - 2009年8月6日放送のサバイバルスペシャルでりくが今野浩喜（キングオブコメディ）を嫌がり集中できないという判断から、ゆりありくがステージで実演中は今野が毎回舞台裏に退場する珍事が起きた。
- 王様のブランチ（TBS）
- はなまるマーケット（TBS、2009年10月16日）
- 太田光の私が総理大臣になったら…秘書田中。（日本テレビ、2009年10月30日）
- 『ぷっ』すま（テレビ朝日、2009年11月3日）
- めちゃ×2イケてるッ!（フジテレビ、2009年11月14日）
- お願い!ランキング（テレビ朝日、2009年11月21日）
- 初詣!爆笑ヒットパレード（フジテレビ、2010年1月1日、2018年１月１日）
- 100日劇場（日本テレビ、2010年1月23日）
- おしゃれイズム（日本テレビ、2010年2月21日）
- HEY!HEY!HEY! MUSIC CHAMP（フジテレビ、2010年2月22日）
- シルシルミシルさんデー（テレビ朝日、2010年7月18日）
- やじうまプラス（テレビ朝日、2010年8月13日）
- 新世紀ネタキング決定戦（TOKYO MX、2011年1月20日）
- おはスタ（テレビ東京、2011年9月2日・2016年2月25日）
- SMAP×SMAP(フジテレビ、2011年9月5日）
- 森田一義アワー 笑っていいとも!(フジテレビ、2011年9月9日）
- めちゃ×2イケてるッ!（フジテレビ、2016年1月9日）
- 土曜スペシャル たけしが行く!わがままオヤジ旅2〜秋の日光&宇都宮!爆笑珍道中〜（テレビ東京、2017年11月4日）
- 笑点（日本テレビ、2018年3月25日）
- アッコにおまかせ!（TBS、2018年6月24日）
- 水曜日のダウンタウン（TBS、2018年8月1日）
- イブニング6Plus（とちぎテレビ、2018年9月28日）
- 天才!志村どうぶつ園（日本テレビ）

### 映画
- 営業1∞万回（2012年、） - ゆりありく 役[4]

### CM
- イー・モバイル
- 怪盗グルーの月泥棒 3D

### PV
- 伝説の男 - はなわ